# Diocèse d'Autun, Chalon et Mâcon
Le diocèse d’Autun, Chalon et Mâcon (en latin : Dioecesis Augustodunensis-Cabillonensis-Matisconensis) est un diocèse de l'Église catholique en France. Son territoire correspond au département de Saône-et-Loire, en Bourgogne. Il est aujourd'hui rattaché à l'archidiocèse de Dijon, après avoir été antérieurement premier suffragant de la primatiale des Gaules.

## Histoire
Érigé à la fin du IIIe siècle, il est un des diocèses historiques de la Bourgogne. En 1789, il couvrait l'Autunois, le Beaunois, l'Avalois et l'Auxois, quatre pays traditionnels de Bourgogne. 
De 1801, année de la signature du Concordat, à 1822, il couvrit les départements de la Nièvre et de Saône-et-Loire. 
Depuis 1822, ses limites sont celles du département de Saône-et-Loire.
En 1789, le chapitre de la cathédrale d'Autun, qui assiste l'évêque dans ses missions, comprend dix principaux dignitaires, vingt-cinq chanoines prêtres, dix chanoines honoraires, six sous-chantres, dix vicaires et prêtres habitués. Supprimé pendant la Révolution, le chapitre ne sera recréé qu'en 1806, sous une forme réduite.
Jusqu'en 1801, il est suffragant de l'archidiocèse métropolitain de Lyon et relève de la province ecclésiastique du même nom. De 1801 à 1822, il est suffragant de l'archidiocèse métropolitain de Besançon et relève de la province ecclésiastique du même nom. De 1822 à 2002, il est le premier suffragant de Lyon. Depuis 2002, il est suffragant de l'archidiocèse métropolitain de Dijon et relève de la province ecclésiastique du même nom qui couvre la région Bourgogne.
Sous l'Ancien régime, l'évêque d'Autun est le président-né des états de Bourgogne.
En vertu d'une bulle pontificale de 1853, l'évêque d'Autun porte en outre le titre d'évêque de Chalon et celui d'évêque de Mâcon. Depuis 1962, il porte aussi le titre d'abbé de Cluny.
De 1790 à 1801, Autun fut le siège épiscopal du diocèse du département de Saône-et-Loire, un des quatre-vingt-trois diocèses de l'Église constitutionnelle créés par la constitution civile du clergé.

## Cathédrales et basiliques
La cathédrale Saint-Lazare d'Autun est l'église cathédrale du diocèse. Si elle conserve les reliques de saint Lazare d'Aix, elle est néanmoins, depuis le XIIe siècle, et ensuite en vertu de la bulle de Pie VII Qui Christi Domini, sous l'invocation et le patronage de « saint Lazare ressuscité par le Christ » (« S. Lazari à Christo suscitati »), également patron du diocèse. Elle a le rang de basilique mineure.
La seconde basilique mineure du diocèse est la basilique du Sacré-Cœur de Paray-le-Monial.
Le diocèse compte deux anciennes cathédrales : 
- la cathédrale Saint-Vincent de Mâcon ;
- la cathédrale Saint-Vincent de Chalon-sur-Saône.

## Évêque d'Autun, Chalon et Mâcon

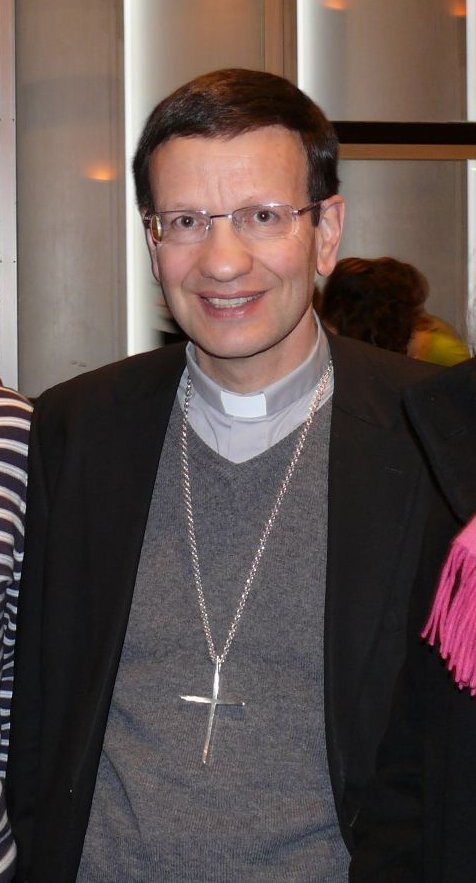
Benoît Rivière, évêque d'Autun.

L'actuel évêque diocésain d'Autun est monseigneur Benoît Rivière.
Il a été nommé évêque d'Autun, Chalon et Mâcon le 8 avril 2006 et, à ce titre, est abbé de Cluny, depuis le 30 avril 2006.

## Évêques originaires du diocèse d'Autun
Parmi les évêques originaires du diocèse d'Autun, Chalon et Mâcon figurent les prélats suivants :
- Michel-Marie Calvet, archevêque de Nouméa (Nouvelle-Calédonie) ;
- Guy Bagnard, évêque de Belley-Ars ;
- André Fort, évêque d'Orléans ;
- Yves Le Saux, évêque d'Annecy ;
- Jean Laffitte, secrétaire du conseil pontifical pour la famille et évêque in partibus d'Entrevaux ;
- Grégoire Drouot, évêque de Nevers.

## Organisation territoriale
Le diocèse se compose de douze doyennés, qui sont les doyennés d’Arroux Loire, de l’Autunois, de la Bresse, du Brionnais, de Chalon, de Chalon Est, de Chalon Ouest, du Charolais, du Creusot, de Mâcon, du Mâconnais et de Montceau.
Chaque doyenné se subdivise lui-même en plusieurs paroisses regroupant un nombre varié de villages. À titre d'exemple, le doyenné du Mâconnais en comporte sept  : la paroisse de Cluny-Saint Benoît (qui a son siège à Cluny), la paroisse Notre-Dame des Côteaux en Mâconnais (siège à Lugny), la paroisse Notre-Dame des Vignes en Sud-Mâconnais (siège à La Chapelle-de-Guinchay), la paroisse des Saints Apôtres en Haut-Clunisois (siège à Matour), la paroisse Saint Augustin en Nord-Clunisois (siège à Ameugny), la paroisse Saint Philibert en Tournugeois (siège à Tournus) et la paroisse Saint Vincent en Val Lamartinien (siège à La Roche-Vineuse). Le doyenné de Bresse, quant à lui, comporte six paroisses : l'ensemble paroissial de Saint-Usuge (qui a son siège à Saint-Usuge), la paroisse Notre-Dame de Bresse-Finage (siège à Pierre-de-Bresse), la paroisse Saint-Bernard en Bresse (siège à Cuiseaux), la paroisse Saint-Jean-Baptiste en Bresse (siège à Montpont-en-Bresse), la paroisse Saint-Pierre en Louhannais (siège à Louhans) et la paroisse de la Sainte-Trinité (siège à Saint-Germain-du-Bois).
Antérieurement, dans les années 70, les 545 paroisses du diocèse étaient regroupées en 11 zones pastorales comprenant, chacune, de 3 à 6 secteurs. À cette époque, 308 prêtres desservaient les paroisses et 200 autres étaient occupés à des tâches diverses.

## Publication
Le diocèse d'Autun dispose d'une revue : Église d'Autun, publication dont le tirage global annuel atteignait 100 000 exemplaires en 1990. 
« Cette revue paraît tous les quinze jours : elle apporte des informations, des nominations, des articles de fond. Elle est la voix de l'évêque et des services diocésains. »
Elle succède à La Semaine religieuse du diocèse d'Autun, fondé au XIXe siècle.

## Propriétés
- Palais épiscopal d'Autun, siège des évêques depuis le haut Moyen Âge.
- Hôtel d'Autun à Paris, construit rue Saint-André-des-Arts, dont une partie sur le no 22, devient le collège d'Autun, en 1341, il fut réuni au collège Louis-le-Grand. Vendu en 1807 et démoli en 1823.

## Personnalités liées au diocèse
Parmi les personnalités attachées à l'histoire du diocèse d'Autun,
 Chalon et Mâcon depuis sa création au début du XIXe siècle figurent :
- Désiré Hyacinthe Berthoin ;
- Jean Duverne (1880-1956) ;
- Denis Grivot (1921-2008) ;
- Anne-Marie Javouhey (1779-1851) ;
- Armand-François Le Bourgeois (1911-2005) ;
- Lucien-Sidroine Lebrun (1896-1985) ;
- Adolphe Perraud (1828-1906) ;
- Robert Pléty (1921-2011) ;
- Benoît Rivière ;
- Joseph Robert (1898-1987) ;
- Raymond Séguy (1929-2022).